# لوكاس موديسون

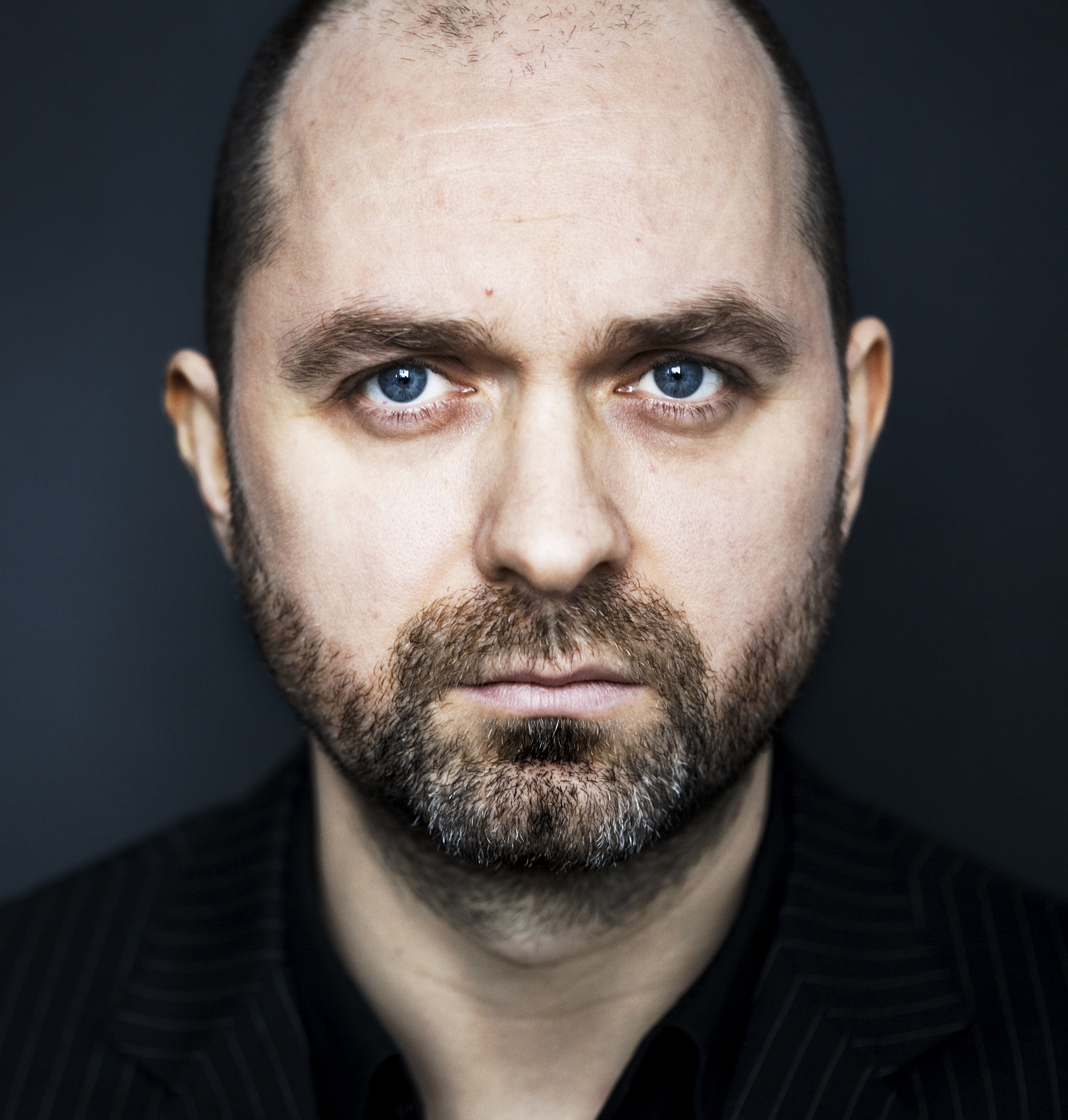

كارل فريدريك لوكاس موديسون (بالسويدية: Lukas Moodysson ؛ ولد 17 يناير 1969) مخرج سويدي وروائي وكاتب قصص قصيرة برز لأول مرة كشاعر في الثمانينيات. ويعد الآن من أشهر المخرجين السويدين. قام منذ ذلك الحين بإخراج سلسلة من الأفلام بأساليب مختلفة وجاذبية عامة، كما استمر في كتابة الشعر والروايات. في عام 2007 . صنفت صحيفة الغارديان.كوم موديسون في المرتبة الحادية عشرة في قائمتها لأفضل مخرجين في العالم، واصفةً أسلوبه في الإخراج بأنه «صادق ولا هوادة فيه».
وهو من المخرجين السويدين القلائل الذين حصلوا على شهرة ومكانه عالمية مثل العظيمان إنغمار برجمان وروي أندرسون.

## حياته
ولد في لوند، ونشئ بمحافظة اسكونه كمنبوذ. بحلول الوقت الذي كان فيه في الثالثة والعشرين من عمره، كتب خمس مجموعات شعرية ورواية نشرتها معبرًا عن نفسه من خلال الشعر. وقرر الانتقال إلى السينما لإنتاج أعمال أقل انطوائية ويمكن أن يستمتع بها جمهور أوسع من الشعر. وبعد الدراسة في ما كان آنذاك مدرسة السينما الوحيدة في السويد، معهد دراماتيسكا الذي قدم فيه بعض الأفلام القصيرة.
موديسون هو مدافع صريح عن سياسة اليسار والنسوية وفي نفس الوقت مسيحي شديد الإلتزام.  يعيش في مالمو مع زوجته كوكو موديسون. ولديهم ثلاث أطفال.

## السينما
أخرج فيلمه الأول أرني الحب في عام 1998 الفيلم عبارة عن قصة حب كلاسيكية، صُورت بأسلوب طبيعي للغاية، تدور أحداثها في بلدة أومول السويدية الصغيرة. حقق الفيلم نجاحًا كبيرًا بين الجمهور والنقاد السويديين. فاز بأربع جوائز الخنفساء الذهبية، بما في ذلك أفضل فيلم وأفضل ممثلة (تقاسمتها ريبيكا مانسترول وألكسندرا دالستروم)، وأفضل إخراج وأفضل سيناريو.
فيلمه التالي كان بعنوان معاً، اتبع الفليم سلوكيات الحياة الغريبة في إحدى بلديات ضواحي ستوكهولم في السبعينيات.
تابع موديسون هذين الفيلمين المشمسين والمتفائلين مع فيلم ليليا-4 من أي وقت مضى الوحشي في عام 2002، الذي أدرج في قوائم العشرة الأوائل للعديد من النقاد الأمريكيين في العام التالي. يتتبع الفيلم الذي يتحدث الروسية بشكل أساسي فتاة تعيش في بلد غير محدد في الاتحاد السوفيتي السابق (صُور في إستونيا) حيث تخلت عنها والدتها، وتركت المدرسة وأجبرت على ممارسة الدعارة، ثم اختطفت للاستعباد الجنسي. قال موديسون إنه لم يكن ليخرج الفيلم بدون معتقداته المسيحية القوية. التخيلات الدينية المتكررة التي تمتلكها ليلجا هي الأماكن الرقيقة الوحيدة في العالم الكئيب الذي تقدمه موديسون. في وقت صدوره، الناقد ديف كير من اوقات نيويوركأعلن موديسون أنه "صانع الأفلام الأكثر شهرة في السويد منذ إنغمار بيرجمان.
فيلمه المثير للجدل ثقب في قلبي هو فيلم تجريبي أكثر من كونه رواية تقليدية. لقد قال إنه مصمم عن قصد ليكون مقنعًا للجمهور. يتخلل الفليم أصوات صراخ متكررة، ولقطات مقرّبة لجراحة الأعضاء التناسلية الأنثوية، وعناصر متناقضة أخرى في مؤامرة غامضة حول تصوير اثنين من المصورين الإباحيين أحدث فيديو لهما في شقة قذرة، مع نجمة إباحية شغوفة بالاهتمام. حصل على شهادة خاصة لصور مروعة في السويد وتلقى مراجعات مروعة من الغالبية العظمى من النقاد.
تبع ذلك بفيلم تجريبي آخر بعنوان حاوية عام 2006، يعرض رواية الممثلة جينا مالون. الصوت الوحيد في الفيلم هو تيار من السرد الواعي، والذي لا يرتبط إلا بشكل فضفاض بالمحتوى المرئي. لم يحقق النجاح المطلوب لكنه كان فيلماً لا بأس به.
اتخذ عمل موديسون منعطفًا جديدًا مع فيلم ماموث الذي صدر في 23 يناير 2009. على عكس جهوده السابقة، فهو فيلم روائي وأول عمل باللغة الإنجليزية، عن زوجين ناجحين من نيويورك، وابنتهما ومربيتها الفلبينية. وكان من بطولة الممثل المكسيكي غايل غارسيا برنال.
فيلمه عام 2013 نحن الأفضل! استنادًا إلى الكتاب الهزلي ابدا ليلة سعيدة من تأليف زوجته كوكو موديسون. حقق الفيلم نجاحاً جماهيرياُ واستحساناُ عند النقاد ويعد من أبرز أعماله.
تم إنتاج جميع أفلام لوكاس موديسون الطويلة أو المشاركة في إنتاجها بواسطة أفلام ممفيس، وهي شركة إنتاج سويدية صغيرة مقرها ستوكهولم. يسعى الرئيس التنفيذي والمنتج لشركة ممفيس، لارس يونسون، إلى إقامة علاقات عمل طويلة الأمد مع مخرجين ودعم المشاريع مثل لوكاس موديسون.
في 2019 شهد العرض الأول من المسلسل التلفزيوني غوستا أول عمل تلفزيوني لموديسون من إنتاج شركة إتش بي أو وحقق إستحساناً كبيراُ عند النقاد.

## وصلات خارجية
- لوكاس موديسون في قاعدة بيانات الأفلام على الإنترنت

- لوكاس موديسون على موقع الطماطم الفاسدة